# Rarahu nitida
Rarahu nitida là một loài nhện trong họ Salticidae.
Loài này thuộc chi Rarahu. Rarahu nitida được Lucien Berland miêu tả năm 1929.